# Syrische Föderation
Die Syrische Föderation, offiziell die Föderation der autonomen Staaten Syriens, war ein föderaler Staat unter dem an Frankreich erteilten Völkerbundmandat für Syrien und Libanon. Sie wurde durch ein arrêté des Hochkommissars Gouraud vom 28. Juni 1922 konstituiert. Diese umfasste zunächst den Staat Aleppo, Damaskus sowie den Alawitenstaat. Die Föderation wurde offiziell aufgelöst und die Staaten Aleppo und Damaskus wurden zu einem Staat verschmolzen per arrêté des Hochkommissars Weygand vom 5. Dezember 1924 mit Wirkung vom 1. Januar 1925.
Nach Hans Kohn wurden in der Syrischen Föderation „sowohl in den einzelnen Staaten Repräsentative Räte ähnlich wie im Libanon wie auch ein Bundesrat für die gemeinsamen Angelegenheiten geschaffen. Die Wahlen vollzogen sich in Damaskus unter großen Schwierigkeiten. Erst am 12. November 1923 konnte in Damaskus der Rat von dem Gouverneur des Staates Damaskus eröffnet werden, Hakki Bey el-Azm, der hier wie auch in Aleppo, im Gegensatz zum Libanon, ein Syrer war. Präsident der Föderation war Subhi Bey Barakat aus Antiochia, ein Türke, wie überhaupt die Franzosen es vorzogen, sich auf das alttürkische Element zu stützen, das noch aus der Zeit vor dem Weltkriege an Abhängigkeit stärker gewöhnt war und den nationalen Bestrebungen der Araber ferner stand. Die syrische Föderation erhielt auch eine eigene grün-weiße Fahne mit den Farben der französischen Republik in der oberen Ecke, während der Libanon als Fahne die französische Trikolore mit einer libanesischen Zeder in der Mitte angenommen hatte.“